# Рейхрудель, Лариса Ефимовна
Лариса Ефимовна Рейхрудель — Председатель Гуманитарной ассоциации еврейских женщин Азербайджана, Посол мира от ООН.
Лариса Ефимовна Рейхрудель родилась в городе Баку. Мать Ларисы, Тамара Исаевна, была учителем. Отец Ефим Борисович.
Почти 45 лет работала в поликлинике № 5. Защитила диплом по израильской программе «Банчер». Прошла обучение по программе «Управление в женских неправительственных организациях» в США. Училась в Санкт-Петербурге, в Институте социальных и общинных работников. Имеет диплом директора благотворительного центра. Она была делегатом двух съездов женщин Азербайджана и двух съездов азербайджанцев мира. Несколько лет назад доктор Рейхрудель была удостоена международного диплома «Знаменитые женщины Азербайджана». А вскоре после этого ей был вручен международный диплом «Интеллектуал Азербайджана».
С 1996 года — Председатель Гуманитарной ассоциации еврейских женщин Азербайджана. 22 февраля 2010 года награждена орденом Почётного Легиона. Организация Объединённых Наций в 2007 году назвала её Послом мира. 
В апреле 2015 году Лариса Ефимовна Рейхрудель была награждена орденом «Mehriban Ana» («Любящая мать») фонда «Деде Горгуд»
6 марта 2017 года за плодотворную деятельность в общественной жизни Азербайджанской Республики Лариса Ефимовна Рейхрудель распоряжением президента Азербайджанской Республики  награждена  орденом «Шохрат».
4 марта 2013 года Рейхрудель Лариса Ефимовна  распоряжением президента Азербайджана награждена медалью √1-1931 ""Tàrràqqi" за общественную деятельность.
4 июня 2015 году Рейхрудель Лариса Ефимовна по распоряжению Святейшего  Патриарха Московского и всея Руси Кирилла награждена  серебряной медалью" Святого Апостола Варфоломея" за усердные труды во благо церкви.
11 декабря 2023 году  Рейхрудель Лариса Ефимовна распоряжением Епископа Католической церкви в Азербайджане награждена " Почетной Грамотой" за многолетнюю, самоотверженную, благотворительную деятельность и за доброе сотрудничество в заботах церкви о нуждающихся.